# Blastomussa merleti
Blastomussa merleti là một loài san hô trong họ Mussidae. Loài này được Wells mô tả khoa học năm 1961.